# Comuna Kohane, Tokmak
Kohane (în ucraineană Кохане) este o comună în raionul Tokmak, regiunea Zaporijjea, Ucraina, formată din satele Kohane (reședința), Novoliubîmivka și Vîșneve.

## Demografie
Componența lingvistică a comunei Kohane
     Ucraineană (88,86%)
     Rusă (8,67%)
     Belarusă (2,04%)
Conform recensământului din 2001, majoritatea populației comunei Kohane era vorbitoare de ucraineană (88,86%), existând în minoritate și vorbitori de rusă (8,67%) și belarusă (2,04%).